# Massanzago
Massanzago település Olaszországban, Veneto régióban, Padova megyében. Lakosainak száma 6036 fő (2023. január 1.). Massanzago Camposampiero, Trebaseleghe, Noale, Borgoricco és Santa Maria di Sala községekkel határos.

## Népesség
A település lakossága az elmúlt években az alábbi módon változott:
| Lakosok száma | 6067 | 6039 | 6036 |
|               | 2017 | 2018 | 2023 |